# Palicskó Tibor (labdarúgó, 1950)
Palicskó Tibor (1950. szeptember 29. –) labdarúgó, hátvéd. Apja idősebb Palicskó Tibor labdarúgó, edző volt.

## Pályafutása
Az 1970-es tavaszi idényben az MTK csapatában szerepelt. Az élvonalban 1970. március 22-én mutatkozott be a Komlói Bányász ellen, ahol csapata 3–1-es győzelmet aratott. 1971-ben átigazolt BKV Előrébe. 1974 nyarán a Kossuth KFSE játékosa lett. 1975 és 1980 között ismét a Hungária körúti csapatban szerepelt, amelynek, akkor már MTK-VM volt a neve. Tagja volt az 1976–77-es kupagyőztesek Európa-kupája idényben a negyeddöntőig jutott csapatnak, majd az  1977–78-as idényben bajnoki bronzérmet elért együttesnek. Az élvonalban összesen 96 mérkőzésen szerepelt és egy gólt szerzett.

## Sikerei, díjai
- Magyar bajnokság
  - 3.: 1977–78
- Magyar kupa (MNK)
  - döntős: 1976
- Kupagyőztesek Európa-kupája
  - negyeddöntős: 1976–77